# Dorfgastein
Dorfgastein (tyskt uttal: [ˈdɔɐ̯fɡastaɪ̯n]) är en ort och kommun i förbundslandet Salzburg i Österrike. Kommunen har 1 735 invånare (2024), på en yta av 54,09 km².

## Historia
Under romartiden var Gsteindalen inte bebodd, men genom dalen gick romerska handelsvägar. Gasteindalen började befolkas runt år 700. Gasteindalen att delas in i Dorf (byn), Hof (gården) och Bad (badet). Dorfgastein omnämns i skrift första gången år 1212. År 1350 byggdes Rupertuskyrkan. Fram till 1520 var Burg Klammstein i början av Gasteindalen förvaltningscentrum och säte för ärkebiskopens av Salzburg sändebud i Gastein.

## Geografi
Dorfgastein ligger i Alperna. Kommunen är belägen i början av Gasteindalen, det vill säga dalens norra del, cirka 800 meter över havet. De övriga kommunerna i Gasteindalen är Bad Gastein och Bad Hofgastein. Genom kommunen flyter Gasteiner Ache som har sina källor i nationalparken Hohe Tauern. Gasteiner Ache mynnar ut i floden Salzach strax utanför Gasteindalen.

## Näringsliv
Liksom för de två övriga kommunerna i Gasteindalen är turismen viktig. År 1959 öppnades den första skidliften i Dorfgastein.

## Indelning
Kommunen består av sex orter (Ortschaften) (inom parentes invånarantal 1 januari 2024):
- Bergl (60)
- Dorfgastein (1 045)
- Klammstein (59)
- Luggau (181)
- Maierhofen (210)
- Unterberg (180)